# Benson Henderson
Benson Henderson (ur. 16 listopada 1983) – amerykański zawodnik mieszanych sztuk walki. Były mistrz WEC oraz UFC w wadze lekkiej (do 70 kg). Posiadacz czarnego pasa w brazylijskim jiu-jitsu. Aktualnie związany z Bellator MMA.

## Życiorys
Henderson urodził się w Colorado Springs ze związku matki pochodzenia koreańskiego i ojca Afroamerykanina. Mając 12 lat rodzice zaprowadzili młodego Bensona oraz jego brata Juliusa na trening tradycyjnej koreańskiej sztuki walki czyli taekwondo. W latach 1998–2001 startował w szkolnej drużynie zapaśniczej. Będąc w college’u w latach 2005-2006 startował na międzyszkolnych zawodach National Association of Intercollegiate Athletics.
Henderson trenuje również brazylijskie jiu-jitsu w którym w latach 2010-2011 święcił największe sukcesy wygrywając kilka prestiżowych zawodów oraz był wielokrotnym medalistą lokalnych zawodów głównie w Arizonie. W 2011 roku zdobył brązowy medal na Mistrzostwach Świata w BJJ.

## Kariera MMA

### Wczesna kariera
Jeszcze na college’u zainteresował się MMA i pod koniec 2006 roku w listopadzie stoczył swoją pierwszą zawodową walkę. Gala miała miejsce w North Platte, Nebrasce, a rywalem Hendersona był Dan Gregary który przed tą walką miał już na koncie dwa wygrane pojedynki. Henderson wygrał debiutancką walkę zmuszając rywala do poddania się po ciosach w parterze pod koniec 1. rundy. Trzy miesiące później stoczył kolejny zwycięski pojedynek wygrywając w podobny sposób czyli po ciosach. W marcu 2007 roku Henderson przegrał swój pierwszy pojedynek z Rocky'm Johnsonem który założył mu ciasno zapięte duszenie tzw. anakondę już w 46 sekundzie 1. rundy. Przegrana nie zniechęciła Hendersona i jeszcze w tym samym roku wygrał dwa kolejne pojedynki - oba przed czasem. Rok 2008 również zakończył udanie, wygrywając na galach w Kanadzie dwa swoje pojedynki oraz jeden w Stanach.

### World Extreme Cagefighting
Po serii pięciu zwycięstw związał się z czołową organizacją World Extreme Cagefighting, zrzeszającą w sobie w tamtym czasie zawodników z lżejszych wag (kogucia, piórkowa i lekka). Na debiut w WEC nie musiał długo czekać i już pod koniec stycznia 2009 roku zmierzył się z pochodzącym z Nigerii kickbokserem Anthonym Njokuani. Benson wygrał pojedynek poddając Njokuaniego duszeniem gilotynowym w pierwszej minucie 2. rundy. Na gali WEC 40, 5 kwietnia ponownie wygrał Henderson tym razem przez techniczny nokaut pokonując Shane’a Rollera.
Po tych zwycięstwach organizacja dała możliwość Hendersonowi stoczenia pojedynku o tymczasowe mistrzostwo w wadze lekkiej które nominalnie było w posiadaniu Jamie Varnera. Z powodu zawirowań po walce Varnera z Donaldem Cerrone w styczniu 2009 roku m.in. spekulacji jakoby Varner unikał walki z Cerrone oraz kontrowersyjnego werdyktu na niekorzyść tego drugiego, włodarze organizacji zadecydowali o zestawieniu ze sobą Hendersona i Cerrone o tytuł tymczasowy i miano pierwszego pretendenta do walki o pas. Do walki doszło 10 października 2010 roku na WEC 43. Faworyzowany Cerrone nie sprostał jednak Hendersonowi i przegrał jednogłośnie na punkty. Henderson otrzymał za to zwycięstwo bonus finansowy za „walkę wieczoru”. Wiele portali branżowych określiło starcie Henderson vs Cerrone” mianem „walki roku”.
Zwycięstwo nad Cerrone dało Hendersonowi możliwość stoczenia walki unifikacyjnej z Varnerem która została ustalona na 10 stycznia 2010 roku. W tym pojedynku będący w roli faworyta Henderson zdominował Varnera w ciągu pierwszych dwóch rund mistrzowskiego starcia, a 3. rundzie poddał mistrza duszeniem gilotynowym unifikując tymczasowy pas i zostając pełnoprawnym mistrzem wagi lekkiej.
24 kwietnia 2010 na WEC 48 doszło do rewanżu z Cerrone. Drugie ich starcie zakończyło się przed czasem na korzyść mistrza który poddał pretendenta wręcz już firmową gilotyną w 1. rundzie. Jeszcze w tym samym roku stoczył kolejną i jak się później okazało ostatnią próbę obrony pasa gdyż na gali WEC 53 (będącą również ostatnią galą organizacji przed połączeniem jej z UFC) przegrał z Anthonym Pettisem i stracił tytuł na punkty. Będąc przez całe pięć rund mistrzowskiego pojedynku zawodnikiem odstającym od pretendenta pod koniec ostatniej 5. rundy dał się trafić ekwilibrystycznym kopnięciem ze strony Pettisa który odbił się od siatki oktagonu i znokdaunował Hendersona.

### Ultimate Fighting Championship
Na początku roku zakończyła się procedura łączenia WEC z UFC. Zawodnicy będący pod kontraktem World Extreme Cagefighting zostali automatycznie zawodnikami Ultimate Fighting Championship. W swoim debiucie w UFC przypadającym na koniec kwietnia 2011 roku Benson wypunktował Kanadyjczyka Marka Boceka. Kolejną wygraną zanotował 14 sierpnia również wygrywając na punkty z Jimim Millerem. Pod koniec roku na gali UFC on Fox doszło do eliminatora o możliwość stoczenia walki o pas który był w posiadaniu Frankiego Edgara. W eliminatorze zmierzył się z wieloletnim zawodnikiem UFC oraz inauguracyjnym mistrzem Strikeforce Clayem Guidą. Henderson pokonał Guidę przez jednogłośną decyzję sędziów.
Do walki o pas wagi lekkiej doszło 26 lutego 2012 roku na UFC 144. Edgar rewelacyjnie przygotowany kondycyjnie nie radził sobie z kickbokserskimi akcjami Hendersona który punktował go przez cały pojedynek i po 5. rundach bardzo dynamicznego pojedynku sędziowie jednomyślnie ogłosili nowym mistrzem Hendersona. Zawodnicy zostali również wynagrodzeni bonusem finansowym za „walkę wieczoru”. Pojedynek na przestrzeni całej walki był bardzo wyrównany i z tego powodu prezydent UFC Dana White postanowił zestawić natychmiastowy rewanż między zawodnikami.
Rewanż odbył się na gali numer 150, 11 sierpnia 2012 roku. Tym razem Henderson nie przeważał tak wyraźnie jak w pierwszym starciu i po końcowym gongu niejednogłośnie wygrał broniąc pierwszy raz tytuł wagi lekkiej. Dla wielu komentatorów, ekspertów i kibiców wynik walki był kontrowersyjny widząc zwycięstwo Edgara w tym pojedynku. 8 grudnia jeszcze tego samego roku na UFC on Fox drugi raz obronił tytuł wygrywając z Nate'em Diazem bezsprzecznie na punkty.
Rok 2013 to kolejna obrona mistrzowskiego pasa. Przechodzący do UFC mistrz Strikeforce Gilbert Melendez otrzymał prawo stoczenia walki unifikacyjnej z Hendersonem. Walka odbyła się 20 kwietnia na kolejnej gali w telewizji Fox. Henderson w swoim stylu próbował punktować rywala akcjami kickbokserskimi oraz próbami sprowadzeń ale Melendez był dobrze przygotowany na taki scenariusz pojedynku i większość prób sprowadzeń sukcesywnie bronił, a kickboksersko nie odstawał od mistrza również punktując celnymi ciosami i kopnięciami. Dopiero pod koniec pojedynku Melendez zaczął słabnąć i lepiej przygotowany kondycyjnie Henderson zaczął zaznaczać swoją przewagę ostatecznie wygrywając niejednogłośnie na punkty.
Pod koniec sierpnia w 2013 roku na gali UFC 164 przegrał rewanżowy pojedynek o tytuł mistrzowski z Anthonym Pettisem poddając się werbalnie wskutek założonej dźwigni na staw łokciowy pod koniec 1. rundy.
Od 2014 stoczył sześć pojedynków notując bilans 4-2, wygrywając m.in. z Joshem Thomsonem oraz ulegając Rafaelowi dos Anjosowi oraz Donaldowi Cerrone. 28 listopada 2015 pokonał Jorge Masvidala wypełniając równocześnie kontrakt z UFC który nie został przedłużony. Na początku lutego 2016 związał się z konkurencyjnym Bellator MMA.

## Osiągnięcia

### Mieszane sztuki walki
- 2009-2010: World Extreme Cagefighting - tymczasowy mistrz w wadze lekkiej
- 2010: World Extreme Cagefighting - mistrz w wadze lekkiej
- 2012-2013: Ultimate Fighting Championship - mistrz w wadze lekkiej

### Brazylijskie jiu-jitsu
- 2011: World Jiu-Jitsu Championship Brązowe pasy - 3. miejsce
- Zawodnik roku AZSBJJF MVP
- 2011: Arizona State Championship Brązowe pasy - 3. miejsce w kat. open
- 2011: Arizona State Championship Brązowe pasy - 2. miejsce w kat. średniej
- 2011: Arizona Open, Brązowe pasy - 1. miejsce w kat. open
- 2011: Arizona Open, Brązowe pasy - 1. miejsce w kat. średniej
- 2011: Southwest Classic, Brązowe pasy 1. miejsce w kat. open
- 2011: Southwest Classic, Brązowe pasy - 1. miejsce w kat. średniej
- 2010: Arizona State Championship, Purpurowe pasy - 1. miejsce w kat. średniej
- 2010: Arizona State Championship, Purpurowe pasy - 1. miejsce kat. średniej
- 2010: Arizona Open Purpurowe pasy - 2. miejsce w kat. open
- 2010: Arizona Open, Purpurowe pasy - 1. miejsce w kat. średniej

### Zapasy
- 2005, 2006: National Association of Intercollegiate Athletics - zwycięzca zawodów
- 2001: Washington Interscholastic Activities Association - zwycięzca zawodów WIAA 4A All-State oraz uczestnik High School State Championship

## Lista walk w MMA
| Wynik     | Bilans | Przeciwnik (bilans przed walką) | Rozstrzygnięcie                      | Runda | Czas | Rozgrywki                                        | Data       | Miejsce        | Uwagi |
| --------- | ------ | ------------------------------- | ------------------------------------ | ----- | ---- | ------------------------------------------------ | ---------- | -------------- | --- |
|           |        | Anthony Pettis (25-14)          |                                      |       |      | GFL 1: 2025 Regular Season                       |            | Los Angeles    | co-Main Event. |
| Przegrana | 30-12  | Usman Nurmagomiedow (16-0)      | Poddanie (duszenie zza pleców)       | 1     | 2:37 | Bellator 292                                     | 10.03.2023 | San Jose       | Pojedynek o pas mistrzowski Bellator MMA w wadze lekkiej, Ćwierćfinał Bellator Grand Prix w wadze lekkiej, Main Event |
| Wygrana   | 30-11  | Peter Queally (13-6-1)          | Decyzja (jednogłośna)                | 3     | 5:00 | Bellator 285                                     | 23.09.2022 | Dublin         | |
| Wygrana   | 29-11  | Isłam Mamiedow (20-1-1)         | Decyzja (niejednogłośna)             | 3     | 5:00 | Bellator 273                                     | 29.01.2022 | Phoenix        | Co-Main Event |
| Przegrana | 28-11  | Brent Primus (10-2)             | Decyzja (jednogłośna)                | 3     | 5:00 | Bellator 268                                     | 16.10.2021 | Phoenix        | |
| Przegrana | 28-10  | Jason Jackson (12-4)            | Decyzja (jednogłośna)                | 3     | 5:00 | Bellator 253                                     | 19.11.2020 | Uncasville     | Pojedynek w wadze półśredniej                                                                                         |
| Przegrana | 28-9   | Michael Chandler (20-5)         | KO (ciosy)                           | 1     | 2:09 | Bellator 243                                     | 07.08.2020 | Uncasville     | |
| Wygrana   | 28-8   | Myles Jury (17-4)               | Decyzja (jednogłośna)                | 3     | 5:00 | Bellator 227                                     | 27.09.2019 | Dublin         | |
| Wygrana   | 27-8   | Adam Piccolotti (11-2)          | Decyzja (niejednogłośna)             | 3     | 5:00 | Bellator 220                                     | 27.04.2019 | San Jose       | |
| Wygrana   | 26-8   | Saad Awad (23-9)                | Decyzja (jednogłośna)                | 3     | 5:00 | Bellator 208                                     | 13.10.2018 | Uniondale      | |
| Wygrana   | 25-8   | Roger Huerta (24-9-1)           | Poddanie (duszenie gilotynowe)       | 2     | 0:49 | Bellator 196                                     | 06.04.2018 | Budapeszt      | |
| Przegrana | 24-8   | Patricky Freire (17-8)          | Decyzja (niejednogłośna)             | 5     | 5:00 | Bellator 183                                     | 23.09.2017 | San Jose       | |
| Przegrana | 24-7   | Michael Chandler (15-3)         | Decyzja (niejednogłośna)             | 5     | 5:00 | Bellator 165                                     | 19.11.2016 | San Jose       | Pojedynek o pas mistrza Bellator MMA w wadze lekkiej                                                                  |
| Wygrana   | 24-6   | Patrício Freire (25-3)          | TKO (kontuzja nogi)                  | 2     | 2:26 | Bellator 160                                     | 26.08.2016 | Anaheim        | Powrót do wagi lekkiej                                                                                                |
| Przegrana | 23-6   | Andriej Korieszkow (18-1)       | Decyzja (jednogłośna)                | 5     | 5:00 | Bellator 153                                     | 22.04.2016 | Uncasville     | Pojedynek o pas mistrza Bellator MMA w wadze półśredniej                                                              |
| Wygrana   | 23-5   | Jorge Masvidal (29-9)           | Decyzja (niejednogłośna)             | 5     | 5:00 | UFC Fight Night: Henderson vs. Masvidal          | 28.11.2015 | Seul           | Main Event |
| Wygrana   | 22-5   | Brandon Thatch (11-1)           | Poddanie (duszenie zza pleców)       | 4     | 3:58 | UFC Fight Night: Henderson vs. Thatch            | 14.02.2015 | Broomfield     | Debiut w wadze półśredniej. Bonus za walkę wieczoru                                                                   |
| Przegrana | 21-5   | Donald Cerrone (26-6)           | Decyzja (jednogłośna)                | 3     | 5:00 | UFC Fight Night: McGregor vs. Siver              | 18.01.2015 | Boston         | |
| Przegrana | 21-4   | Rafael dos Anjos (21-7)         | KO (lewy sierp)                      | 1     | 2:31 | UFC Fight Night: Henderson vs. dos Anjos         | 23.08.2014 | Tulsa          | |
| Wygrana   | 21-3   | Rustam Chabiłow (17-1)          | Poddanie (duszenie zza pleców)       | 4     | 4:16 | UFC Fight Night: Henderson vs. Khabilov          | 07.06.2014 | Albuquerque    | Bonus za występ wieczoru                                                                                              |
| Wygrana   | 20-3   | Josh Thomson (21-5)             | Decyzja (niejednogłośna)             | 5     | 5:00 | UFC on Fox: Henderson vs. Thomson                | 25.01.2014 | Chicago        | |
| Przegrana | 19-3   | Anthony Pettis (16-2)           | Poddanie (dźwignia na staw łokciowy) | 1     | 4:31 | UFC 164                                          | 31.08.2013 | Milwaukee      | Stracił pas mistrza UFC w wadze lekkiej                                                                               |
| Wygrana   | 19-2   | Gilbert Melendez (21-2)         | Decyzja (niejednogłośna)             | 5     | 5:00 | UFC on Fox: Henderson vs. Melendez               | 20.04.2013 | San Jose       | Obronił pas mistrza UFC w wadze lekkiej                                                                               |
| Wygrana   | 18-2   | Nate Diaz (16-7)                | Decyzja (jednogłośna)                | 5     | 5:00 | UFC on Fox: Henderson vs. Diaz                   | 08.12.2012 | Seattle        | Obronił pas mistrza UFC w wadze lekkiej                                                                               |
| Wygrana   | 17-2   | Frankie Edgar (15-2-1)          | Decyzja (niejednogłośna)             | 5     | 5:00 | UFC 150                                          | 11.08.2012 | Denver         | Obronił pas mistrza UFC w wadze lekkiej                                                                               |
| Wygrana   | 16-2   | Frankie Edgar (15-1-1)          | Decyzja (jednogłośna)                | 5     | 5:00 | UFC 144                                          | 26.02.2012 | Saitama        | Zdobył pas mistrza UFC w wadze lekkiej. Bonus za walkę wieczoru                                                       |
| Wygrana   | 15-2   | Clay Guida (29-11)              | Decyzja (jednogłośna)                | 3     | 5:00 | UFC on Fox: Velasquez vs. dos Santos             | 12.11.2011 | Anaheim        | Eliminator do walki o pas mistrza UFC w wadze lekkiej. Bonus za walkę wieczoru                                        |
| Wygrana   | 14-2   | Jim Miller (20-2)               | Decyzja (jednogłośna)                | 3     | 5:00 | UFC Live: Hardy vs. Lytle                        | 14.08.2011 | Milwaukee      | |
| Wygrana   | 13-2   | Mark Bocek (9-3)                | Decyzja (jednogłośna)                | 3     | 5:00 | UFC 129                                          | 30.04.2011 | Toronto        | |
| Przegrana | 12-2   | Anthony Pettis (12-1)           | Decyzja (jednogłośna)                | 5     | 5:00 | WEC 53                                           | 16.12.2010 | Glendale       | Stracił pas mistrza WEC w wadze lekkiej. Bonus za walkę wieczoru                                                      |
| Wygrana   | 12-1   | Donald Cerrone (11-2)           | Poddanie (duszenie gilotynowe)       | 1     | 1:57 | WEC 48                                           | 24.04.2010 | Sacramento     | Obronił pas mistrza WEC w wadze lekkiej. Bonus za poddanie wieczoru                                                   |
| Wygrana   | 11-1   | Jamie Varner (16-2)             | Decyzja (jednogłośna)                | 3     | 2:41 | WEC 46                                           | 10.01.2010 | Sacramento     | Zdobył pas mistrza WEC w wadze lekkiej                                                                                |
| Wygrana   | 10-1   | Donald Cerrone (10-1)           | Decyzja (jednogłośna)                | 5     | 5:00 | WEC 43                                           | 19.10.2009 | San Antonio    | Zdobył tymczasowy pas mistrza WEC w wadze lekkiej. Bonus za walkę wieczoru                                            |
| Wygrana   | 9-1    | Shane Roller (5-1)              | TKO (ciosy pięściami)                | 1     | 1:41 | WEC 40                                           | 05.04.2009 | Chicago        | |
| Wygrana   | 8-1    | Anthony Njokuani (9-1)          | Poddanie (duszenie gilotynowe)       | 2     | 0:42 | WEC 38                                           | 25.01.2009 | San Diego      | |
| Wygrana   | 7-1    | Diego Saraiva (12-10-1)         | Decyzja (jednogłośna)                | 3     | 5:00 | Evolution MMA                                    | 04.10.2008 | Pheonix        | |
| Wygrana   | 6-1    | Ricardo Tirloni (3-0)           | Poddanie (duszenie gilotynowe)       | 2     | 3:49 | MFC 17: Hostile Takeover                         | 25.07.2008 | Edmonton       | |
| Wygrana   | 5-1    | Mike Maestas (5-1-1)            | Poddanie (duszenie zza pleców)       | 3     | 4:11 | MFC 16: Anger Management                         | 09.05.2008 | Edmonton       | |
| Wygrana   | 4-1    | Bryan Corley (0-0)              | Poddanie (duszenie zza pleców)       | 1     | 2:36 | Victory FC 21: Infamous                          | 07.12.2007 | Council Bluffs | |
| Wygrana   | 3-1    | David Dagloria (3-3)            | Poddanie (ciosy pięściami)           | 1     | 1:45 | Ultimate Combat Experience: Round 26: Episode 12 | 23.06.2007 | Ogden          | |
| Przegrana | 2-1    | Rocky Johnson (5-4)             | Poddanie (duszenie anaconda)         | 1     | 0:46 | Battlequest 5: Avalanche                         | 31.03.2007 | Vail           | Limit umowny do 72,6 kg                                                                                               |
| Wygrana   | 2-0    | Allen Williams (0-4)            | TKO (ciosy pięściami)                | 1     | 1:37 | Victory FC 18: Hitmen                            | 16.02.2007 | Council Bluffs | |
| Wygrana   | 1-0    | Dan Gregary (2-0)               | Poddanie (ciosy pięściami)           | 1     | 4:21 | Midwest Championship Fighting: Genesis           | 18.11.2006 | North Platte   | Debiut w MMA |